# Rákóczibánya
Rákóczibánya è un comune dell'Ungheria di 691 abitanti (dati 2001). È situato nella contea di Nógrád.